# Alojzije Viktor Stepinac
Alojzije Viktor Stepinac je hrvatski dokumentarno-igrani film o film o hrvatskom blaženiku i velikom mučeniku crkve modernog doba Alojziju Stepincu. 
Direktor fotografije Ivan Kovač. Majstor montaže Damir Horvatek. Majstor tona je Marijo Šešerko. Majstor rasvjete je Zoran Pisačić. Majstor rasvjete igranih scena je Slaven Spinčić. Majstor maske je Kruno Garguljak. 
Tekst čitali Helena Knezić, Ivan Kojundžić, Mario Anduš i Vjekoslav Madunić. Proizvodnja HRT 2019.

## Vanjske poveznice
- Bitno.net VIDEO Večeras HTV emitira dokumentarno-igrani film o bl. Alojziju Stepincu, pogledajte trailer za njega